# Fichier des prénoms
Le fichier des prénoms est un jeu de données produit par l'Insee et diffusé sur le portail Data.gouv.fr.
Le fichier des prénoms indique le nombre d'occurrences de chaque prénom par année de naissance, sexe et département de l'ensemble des prénoms en France de 1900 à nos jours. Il est produit annuellement.
Depuis le 1er janvier 2017, il est diffusé en open data sur le portail Data.gouv.fr sous Licence Ouverte.